# Övergrans kyrka
Övergrans kyrka är en kyrkobyggnad i Övergrans socken i Uppsala stift. Kyrkan ligger på åsen strax väster om Ryssudden och Ryssviken och tillhör Övergrans församling.

## Kyrkobyggnaden
I sin nuvarande form består kyrkan av långhus med rakt avslutat kor i öster och kyrktorn i väster. Vid nordöstra sidan finns en vidbyggd sakristia och vid sydvästra sidan ett vidbyggt vapenhus. Väggarna av natursten är utvändigt belagda med spritputs. Alla byggnadsdelar har spåntäckta sadeltak. Kyrkorummet nås via ingångar i vapenhuset och tornet. Kyrkans interiör präglas av senmedeltida kalkmålningar som anses vara det första självständiga verket utförd av Albertus Pictor. Vid Övergrans kyrka finns det också runstenar bevarade.

### Tillkomst och ombyggnader
Ursprungliga kyrkan uppfördes i romansk stil på 1100-talet och hade smalare kor med absid. Därefter byggdes kyrkan om under olika perioder. Av ursprunget återstår långhusets västra del. Kyrktornet i väster uppfördes omkring 1200-talet och under den senare delen av 1200-talet förlängdes långhuset österut och sakristian uppfördes. Omkring år 1460 försågs kyrkorummet med tegelvalv som ersatte tidigare tunnvalv av trä. Samtidigt uppfördes vapenhuset.

### Ombyggnader efter medeltiden
År 1718 togs den västra ingången upp och vapenhuset förvandlades till korsarm. 1736 byggdes tornet om och försågs med en huv i barockstil. 1786 revs tornvalvet, fönstrens rundbågiga form tillkom och muralmålningarna kalkades över. Nya fönster togs upp i norra väggen. 1829 fick tornet sitt nuvarande utseende i empir efter ritningar av arkitekt Jakob Wilhelm Gerss. I och med denna ombyggnad flyttades kyrkklockorna upp i tornet från att tidigare ha hängt i en fristående klockstapel.

### 1900-talets restaureringar
År 1905 restaurerades kyrkan under ledning av Gustaf Améen då vapenhuset ändrades och blev begravningskapell och korfönstret fick sin nuvarande runda form. En varmluftsanordning installerades med värmekammare i sakristians västra del. 1920 installerades elektrisk uppvärmning som moderniserades 1950. Vid en restaurering 1972, under ledning av arkitekt Ove Hidemark, togs kalkmålningarna fram.

## Inventarier
- Dopfunten av sandsten är från slutet av 1100-talet. Funten består av en rund, slät cuppa som vilar på en fyrkantig fot.
- Ett processionskrucifix av svensk tillverkning är från mitten av 1300-talet.
- Predikstolen är skänkt till kyrkan 1670 av Ebba Brahe. 1712 byggdes predikstolen om. 1834 målades predikstolen om i nya färger som ändrades vid restaureringen 1905. 1972 tog man fram predikstolens gamla färger.
- På orgelläktarens barriär finns 13 helgonskulpturer uppsatta sedan år 1717. Skulpturerna anses härstamma från ett senmedeltida altarskåp.
- Altaruppsatsen tillkom 1716 och ersatte tidigare altarskåp. I sitt ursprungliga skick blev den levererad av bildhuggare Carl Spaak. Altaruppsatsen består av ett krucifix omgivet av skulpturer.
- Orgeln är byggd 1986 av Robert Gustavssons Orgelbyggeri AB, Härnösand.

| Man I. Huvudverk C-f3 | Man II. Bröstverk C-f3 | Pedal C-d1   | Koppel |
| --------------------- | ---------------------- | ------------ | ------ |
| Principal 8           | Gedackt 8              | Subbas 16    | II/I   |
| Rörflöjt 8            | Qvintadena 8           | Gedacktbas 8 | II/P   |
| Octava 4              | Flöjt 4                | Octavbas 4   | I/P    |
| Hålflöjt 4            | Spetsflöjt 2           | Trumpetbas 8 |        |
| Qvinta 3              | Qvinta 1 1/3           |              |        |
| Octava 2              | Vox humana 8           |              |        |
| Tertia                |                        |              |        |
| Mixtur                |                        |              |        |
| Dulcian 16            |                        |              |        |

I tornet hänger två kyrkklockor. Storklockan är omgjuten 1768 av Gerhard Meyer. Lillklockan är gjuten 1796 av samma klockgjuteri.

## Bildgalleri

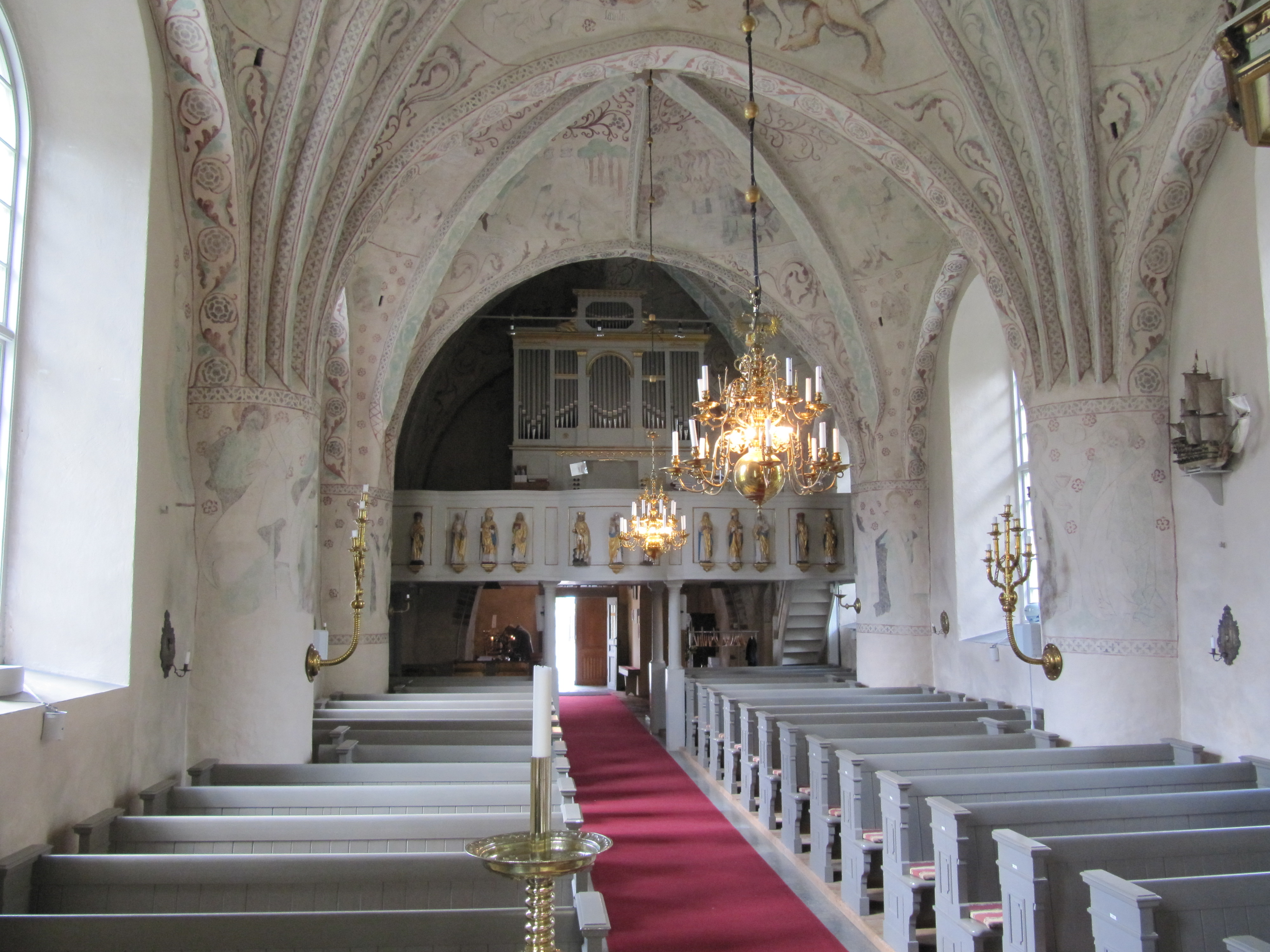
Kyrkorum mot orgelläktare.
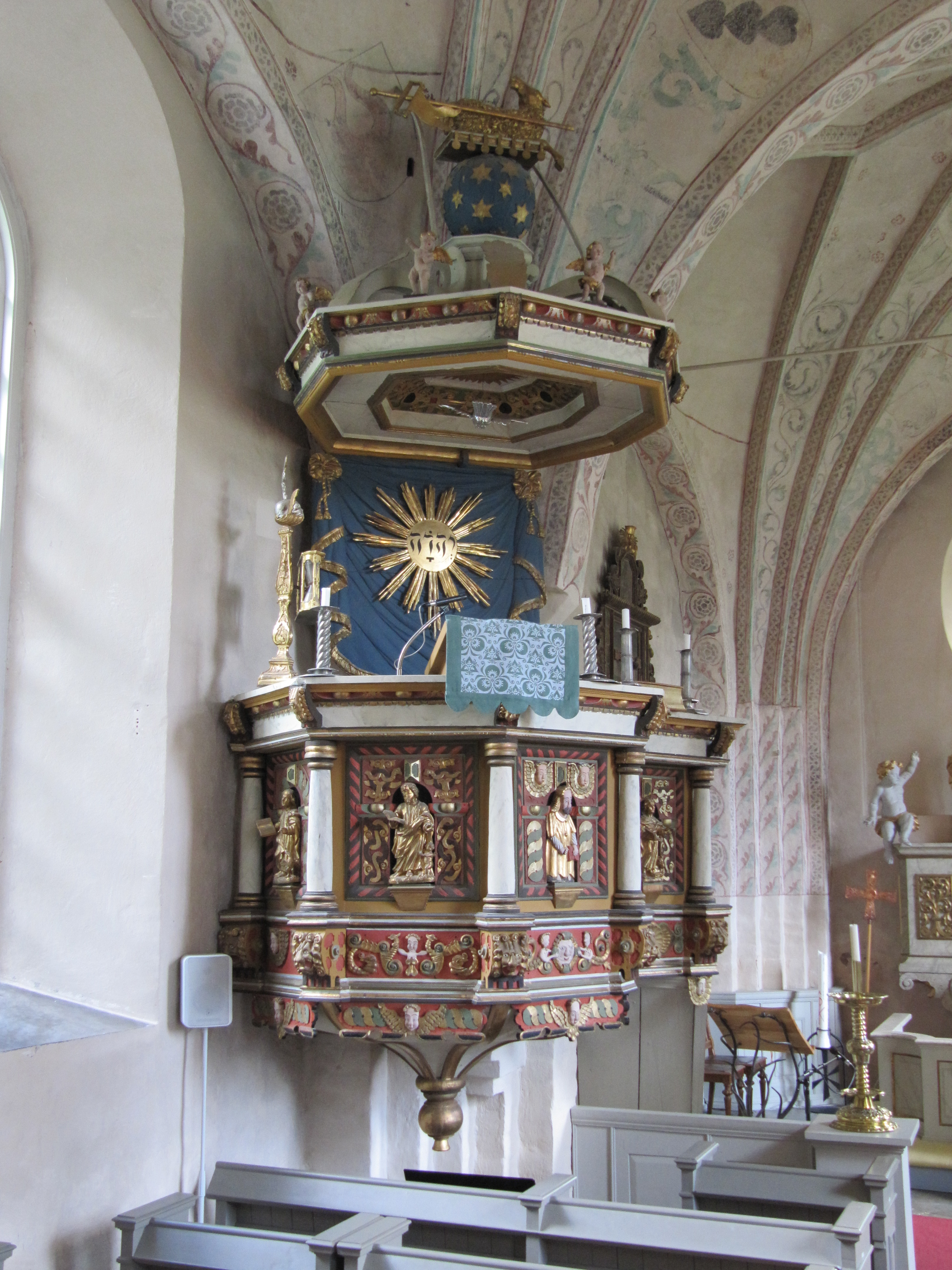
Predikstol.
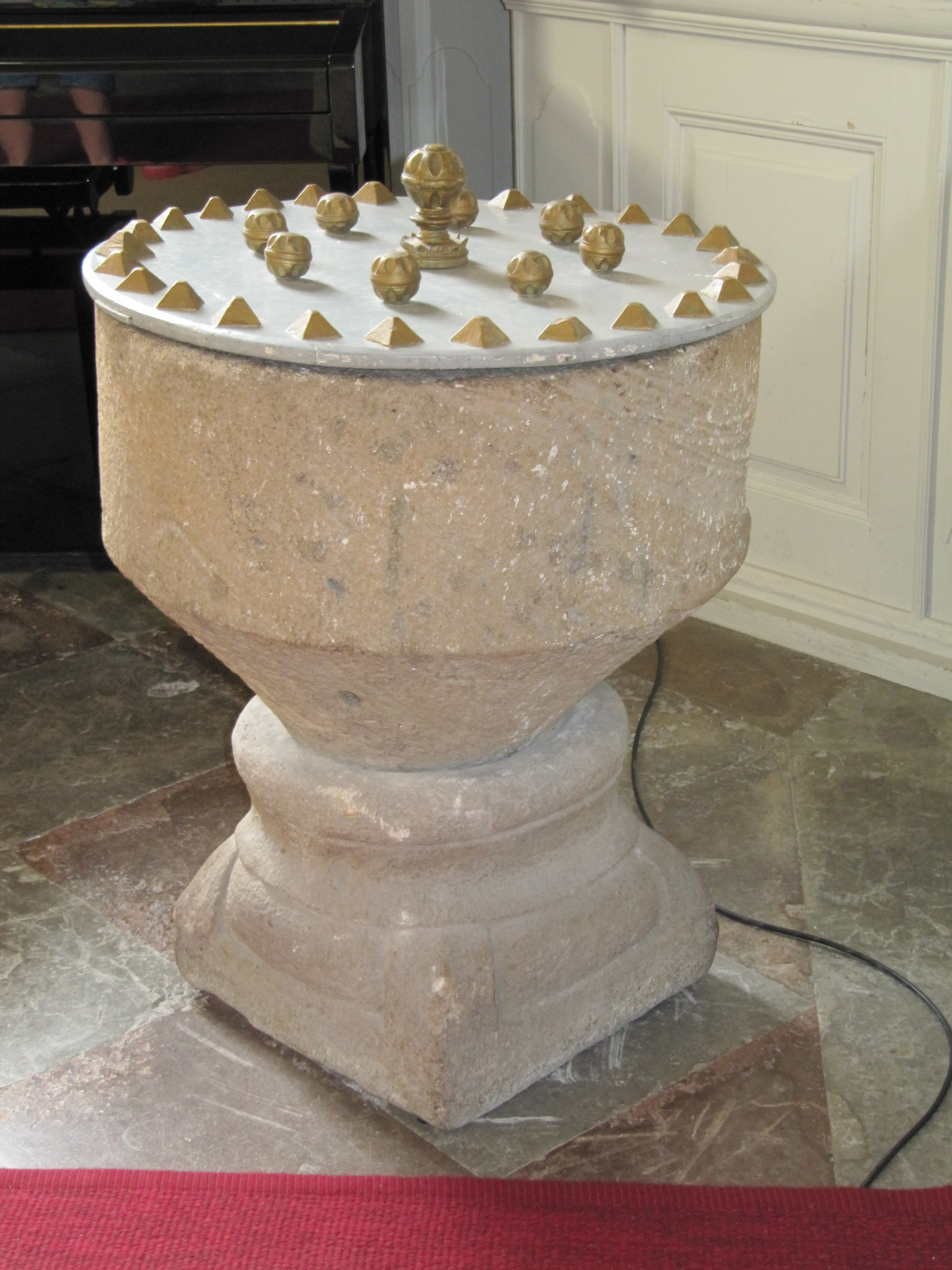
Dopfunt.
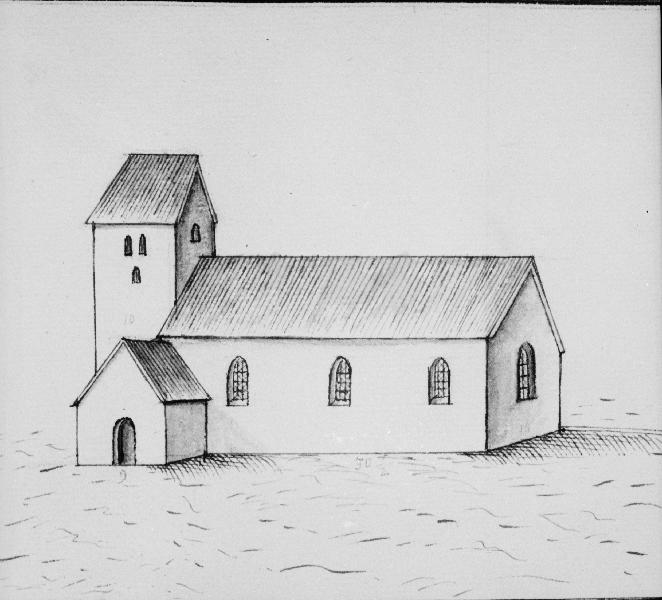
Övergrans kyrka mot norr, teckning av Johan Peringskiöld omkring 1719.
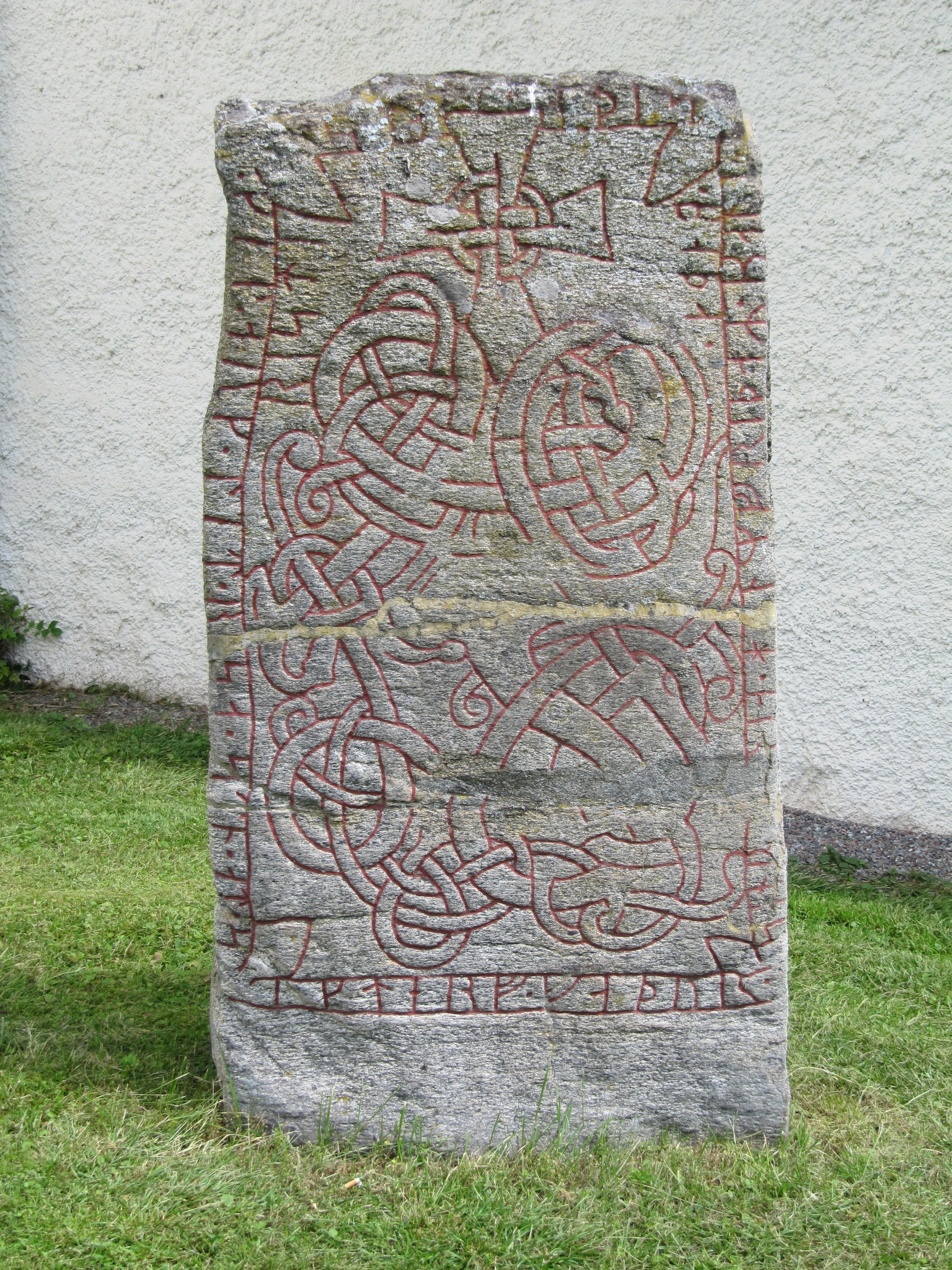
Runstenen U647 utanför vapenhuset.